# Latrigg Tarn
Der Latrigg Tarn ist ein See im Lake District, Cumbria, England.
Der Latrigg Tarn liegt nördlich von Troutbeck Bridge und westlich des Dubbs Reservoir. Der See hat einen unbenannten Zufluss aus Süden und einen unbenannten Zufluss aus Norden, aber keinen erkennbaren Abfluss.